# برالو دی پرگولا
برالو دی پرگولا (به ایتالیایی: Brallo di Pregola) یک کومونه در ایتالیا است که در استان پاویا واقع شده‌است.

## خصوصیات
برالو دی پرگولا ۴۶٫۳ کیلومترمربع مساحت و ۸۳۲ نفر جمعیت دارد و ۹۵۱ متر بالاتر از سطح دریا واقع شده‌است.